# Кузени (фільм, 1959)
«Кузени» (фр. Les Cousins) — художній фільм французького режисера Клода Шаброля, який вийшов на екрани 1959 року.
Головні ролі у фільмі зіграли Жерар Блен і Жан-Клод Бріалі, які також зіграли головні ролі в першому фільмі Шаброля «Красавчик Серж».
1959 року з цим фільмом Клод Шаброль завоював найвищу нагороду Берлінського міжнародного кінофестивалю — «Золотий ведмідь».